# 莫里斯·多列士
莫里斯·多列士（法語：Maurice Thorez，發音：[mɔʁis tɔʁɛz, moʁ-]；1900年4月28日—1964年7月11日），法国政治家，长期担任法国共产党领导人，1946年至1947年间曾在保罗·拉马迪埃政府中担任过法国副总理。

## 人物生平

### 早年经历
1900年，多列士生于法国加来海峡省努瓦耶勒戈多，12岁时被迫成为矿工。1919年，他加入了工人国际法国支部，并数次因为政治活动遭到逮捕。1920年工人国际法国支部分裂，引发了当年12月法国共产党的组建。1923年多列士成为法共党书记，又于1930年成为党总书记，后来他承担这一职务直到去世。这一时期由于苏联领导人约瑟夫·斯大林和托洛茨基的矛盾愈演愈烈，许多苏联共产党以外的各国共产主义政党出现分裂，斯大林支持了多列士在法共党内的领导地位。
1932年，多列士和他的同志珍妮特·维米尔施（Jeannette Vermeersch）结合，他们在1947年结婚前总共生养了三个儿子，多列士终其一生没有婚变。

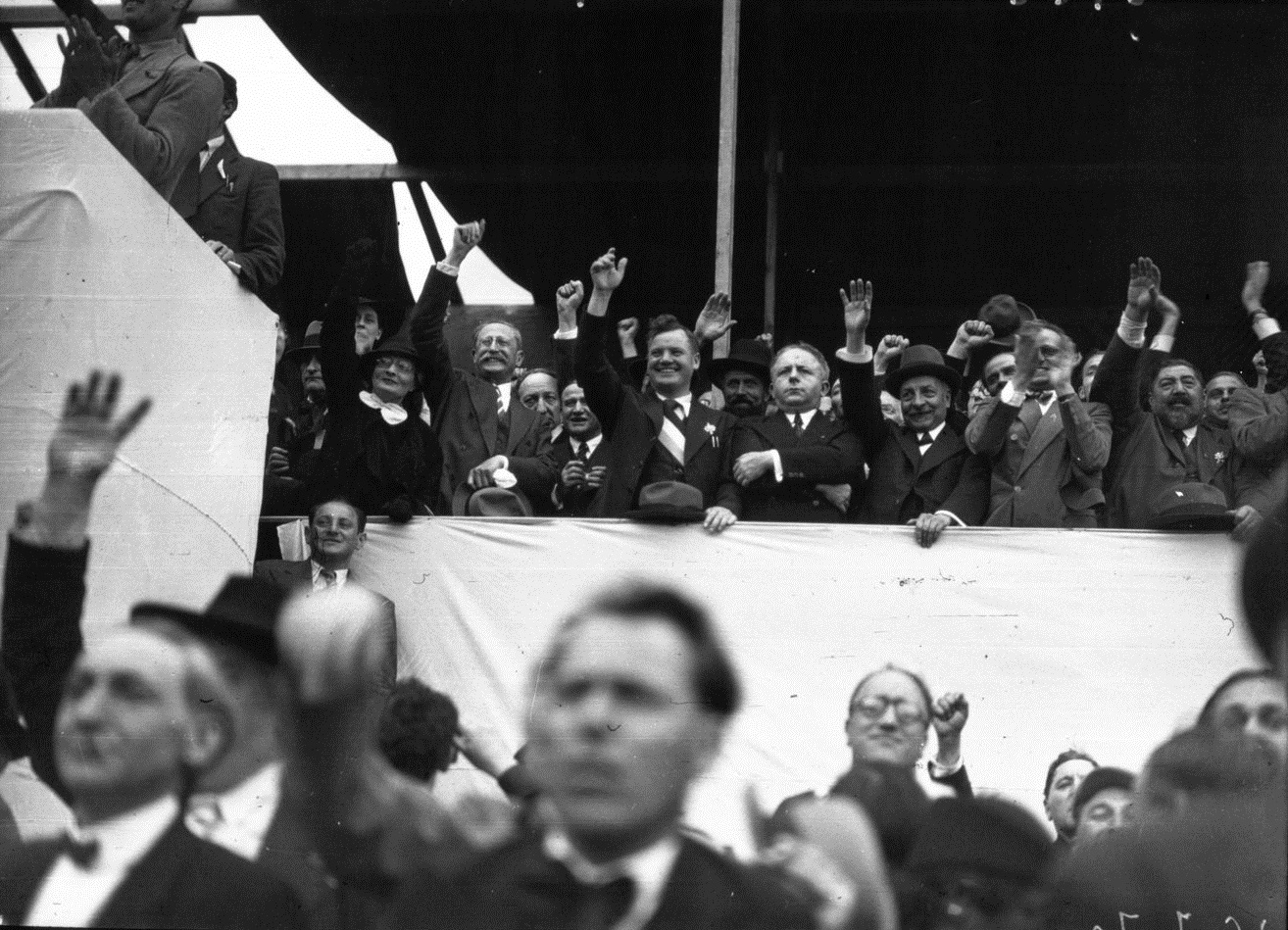
1936年7月14日，人民阵线领导人参加巴黎巴士底日游行，讲坛上左数第三位是多列士

1932年，多列士当选法国众议院议员，并在1936年连任。1934年，他在共产国际命令下协助组建了法国的人民阵线，建立起共产主义者、社会主义者、激进派的同盟。当时大萧条让法国人心惶惶，人民阵线被民众以极高的热情拥护，赢得了1936年大选。在多列士领导的共产主义力量支持下，支持社会主义的莱昂·布鲁姆就任法国总理，人民阵线政府设法通过了其许多社会立法计划。从1936年选举开始，多列士领导下的共产党迅速成长起来。

### 二战岁月
伴随1939年签订的苏德互不侵犯条约和随后苏联参与波蘭戰役，尽管共产党没有支持纳粹的所作所为，但却支持了苏联和德国的战术媾和，希望德国将扩张方向从苏联转向英国，反对组织动员战争的法国共产党在国内被宣布为非法。他们的刊物被当局禁止出版，还有许多党员被拘留，多列士他本人的护照也被吊销。很短时间后，他被征召进了军队。
1941年6月德国入侵苏联后，法国共产党公开宣布将猛烈抵抗德国的侵占（尽管在此之前，共产党于1940年11月11日组织了数千名学生和工人的示威游行，并于1941年5月在北部和加来海峡省组织了100,000名矿工的罢工）。在此期间，由多列士撰写和他人为其代笔的文章经常出现在党的地下报纸《地下人道报》（Humanité Clandestine）上。这些文章中的每一封都署名“在法国某地的莫里斯·多列士”。直到战后几年，法共才承认署名有误的，整个战争期间多列士一直在莫斯科。在他缺席的情况下，法国共产党的事务和抵抗运动自由射手和法国游击队的事务均由他的副手雅克·杜克洛组织。
戴高乐将军的自由法国军队于1944年解放法国后，多列士获赦。解放后，多列士奉斯大林之命立即领导法国共产党走非革命性的合法斗争路线试图夺权。共产党游击队不情愿地交出他们的武器，但该党在战后政府中确实成为一支强大的力量，外界普遍认为他们很快就会合法胜选。

#### 在野时期

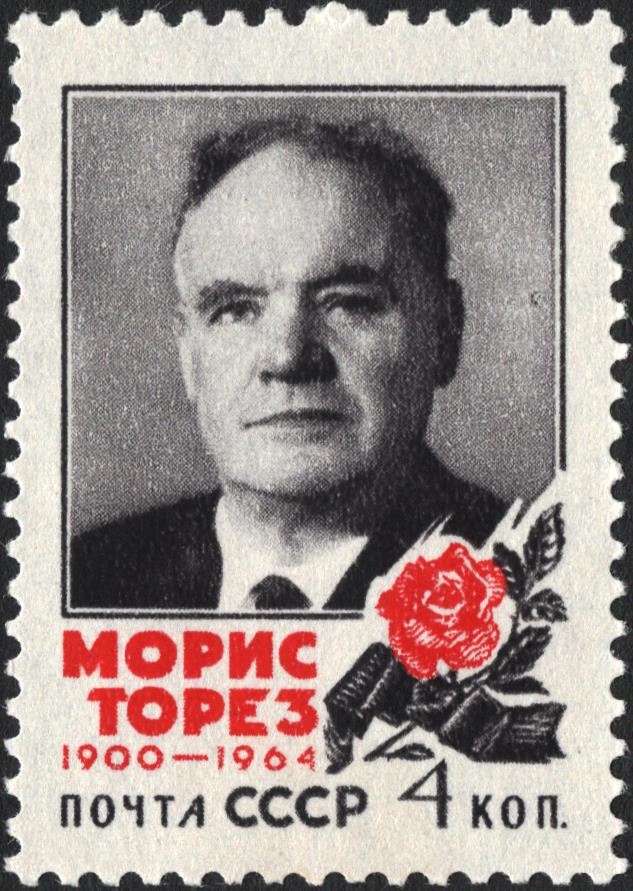
苏联在多列士去世后发行的纪念邮票